# Pilín León
Carmen Josefina León Crespo thường được gọi là Pilín León được sinh ra tại Maracay, bang Aragua, Venezuela. Cô là cựu Hoa hậu Thế giới 1981 đến từ Venezuela.

## Tiểu sử
Pilín León tham dự cuộc thi Hoa hậu Thế giới năm 1981 diễn ra giữa Miami, Hoa Kỳ và Luân Đôn, Vương quốc Anh. Cô đã mặc một chiếc áo màu xanh lá cây do nhà thiết kế người Venezuela: Piera Ferrari thiết kế. Trong đêm chung kết cô đã chinh phục được ban giám khảo và nhận giải Nữ hoàng lục địa châu Mỹ sau đó là vương miện Hoa hậu Thế giới.
Trong suốt thời gian giữ vương miện cô đã có dịp đi đến hơn 30 quốc gia để tham gia vào các công tác xã hội và quyên góp tiền cho các tổ chức từ thiện.
Cô trở về quê nhà vào ngày 12 tháng 11 năm 1981 và tham dự vào một cuộc họp báo quan trọng tại bang quê nhà, tại cuộc họp báo có sự xuất hiện của Hoa hậu Thế giới 1955, Susana Duijm là người Venezuela đầu tiên chiến thắng tại cuộc thi Hoa hậu Thế giới.
Pilín đã trao lại vương miện cho sinh viên ngành trang trí nội thất đến từ Cộng hoà Dominican là Mariasela Álvarez.
| Tứ đại Hoa hậu (1981)      | Tứ đại Hoa hậu (1981)       | Tứ đại Hoa hậu (1981)       | Tứ đại Hoa hậu (1981) |
| -------------------------- | --------------------------- | --------------------------- | --------------------- |
| Hoa hậu Hoàn vũ Irene Saez | Hoa hậu Thế giới Pilín León | Hoa hậu Quốc tế Jenny Derek | Hoa hậu Trái đất none |